# نیتا نالدی
نیتا نالدی (انگلیسی: Nita Naldi; ۱۳ نوامبر ۱۸۹۴ – ۱۷ فوریهٔ ۱۹۶۱) هنرپیشه اهل ایالات متحده آمریکا بود. وی بین سال‌های ۱۹۲۰ تا ۱۹۲۹ میلادی فعالیت می‌کرد.

## گزیده فیلمشناسی
از فیلم‌ها یا برنامه‌های تلویزیونی که وی در آن نقش داشته‌است می‌توان به آثار زیر اشاره کرد.
- دکتر جکیل و آقای هاید (۱۹۲۰)
- زندگی (۱۹۲۰)
- تجربه (۱۹۲۱)
- خون و شن (۱۹۲۲)
- ده فرمان (۱۹۲۳)
- هالیوود (۱۹۲۳)
- نقطه فروپاشی (۱۹۲۴)
- عقاب کوهستان (۱۹۲۵)
- کبرا (۱۹۲۵)